# Elb Adress
Elb Adress es una comuna o municipio del departamento de Boutilimit, en la región de Trarza, en Mauritania. En marzo de 2013 presentaba una población censada de 5012 habitantes.
Se encuentra ubicada al suroeste del país, en el desierto del Sahara, cerca del río Senegal —que la separa de Senegal— y del salar sebja de Ndrhamcha.